# 27270 Guidotti
27270 Guidotti (2000 AY4) là một tiểu hành tinh vành đai chính được phát hiện ngày 2 tháng 1 năm 2000 bởi Luciano Tesi và Alfredo Caronia ở Đài thiên văn Pistoia.